# Einwohnerentwicklung von Aachen
Dieser Artikel gibt die Einwohnerentwicklung von Aachen tabellarisch und graphisch wieder.
Am 31. Dezember 2023 betrug die „Amtliche Einwohnerzahl“ für Aachen nach Fortschreibung des Landesbetrieb Information und Technik Nordrhein-Westfalen 252.769 (nur Hauptwohnsitze).

## Einwohnerentwicklung
Im 19. Jahrhundert verstärkte sich auf Grund der Industrialisierung das Bevölkerungswachstum in Aachen. Hatte die Stadt 1816 noch 32.000 Einwohner, so überschritt die Einwohnerzahl 1888 die Grenze von 100.000, wodurch sie zur Großstadt wurde. Am 1. Januar 1897 erfolgte die Eingemeindung der Kreisstadt Burtscheid (15.871 Einwohner 1895) aus dem Landkreis Aachen, wodurch sie Sitz der Kreisverwaltung wurde. 1939 hatte Aachen 162.000 Einwohner.
Deutlich sichtbar sind die Auswirkungen des Zweiten Weltkrieges. Durch die alliierten Luftangriffe wurden 65 Prozent der Wohnungen zerstört. Am 11. und 12. September 1944 erfolgte eine Zwangsevakuierung von Aachen, danach lebten nur noch 6.000 Menschen in der Stadt. Am 21. Oktober 1944 wurde Aachen nach sechswöchigem Kampf (Schlacht um Aachen) als erste westdeutsche Stadt von den Alliierten eingenommen. Zu diesem Zeitpunkt zählte die Stadt 11.139 Einwohner. Aber schon im Dezember 1945 überschritt die Einwohnerzahl durch die Rückkehr der Zwangsevakuierten wieder die Grenze von 100.000.
Einen Bevölkerungszuwachs um rund 63.000 Personen erlebte die Stadt am 1. Januar 1972 durch mehrere Eingemeindungen – die Einwohnerzahl stieg von 177.000 auf rund 240.000. Der Anstieg um 9.000 Personen im Jahre 2003 ist darauf zurückzuführen, dass die Stadt im gleichen Jahr die Zweitwohnsitzsteuer einführte, was insbesondere viele Studenten dazu bewog, anstelle eines Zweitwohnsitzes bei der Stadtverwaltung einen Hauptwohnsitz anzumelden. Im Jahr 2006 stand die Stadt mit 258.770 Einwohnern unter den deutschen Großstädten an 27., innerhalb Nordrhein-Westfalens an 13. Stelle.
Die folgende Übersicht zeigt die Einwohnerzahlen nach dem jeweiligen Gebietsstand. Bis 1812 handelt es sich meistens um Schätzungen, danach um Volkszählungsergebnisse (¹) oder amtliche Fortschreibungen der Stadtverwaltung (bis 1970) und des Statistischen Landesamtes (ab 1971). Die Angaben beziehen sich ab 1834 auf die „Zollabrechnungsbevölkerung“, ab 1871 auf die „Ortsanwesende Bevölkerung“, ab 1925 auf die Wohnbevölkerung und seit 1987 auf die „Bevölkerung am Ort der Hauptwohnung“. Vor 1834 wurde die Einwohnerzahl nach uneinheitlichen Erhebungsverfahren ermittelt.

### Von 1500 bis 1870
(jeweiliger Gebietsstand)
| Jahr | Einwohner |
| ---- | --------- |
| 1500 | 15.000    |
| 1601 | 14.171    |
| 1656 | 25.000    |
| 1700 | 24.000    |
| 1750 | 24.000    |
| 1781 | 21.000    |
| 1795 | 23.413    |
| 1799 | 23.699    |
| 1802 | 24.250    |

| Jahr/Datum        | Einwohner |
| ----------------- | --------- |
| 1808              | 27.168    |
| 1812              | 30.179    |
| 1. Dezember 1816¹ | 32.072    |
| 1. Dezember 1819¹ | 32.296    |
| 1. Dezember 1822¹ | 34.252    |
| 1. Dezember 1825¹ | 35.428    |
| 1. Dezember 1831¹ | 38.884    |
| 3. Dezember 1834¹ | 39.044    |
| 3. Dezember 1840¹ | 44.289    |

| Datum             | Einwohner |
| ----------------- | --------- |
| 3. Dezember 1843¹ | 46.620    |
| 3. Dezember 1846¹ | 48.557    |
| 3. Dezember 1849¹ | 50.533    |
| 3. Dezember 1852¹ | 52.687    |
| 3. Dezember 1855¹ | 54.373    |
| 3. Dezember 1858¹ | 56.260    |
| 3. Dezember 1861¹ | 58.553    |
| 3. Dezember 1864¹ | 63.782    |
| 3. Dezember 1867¹ | 67.923    |

¹ Volkszählungsergebnis

### Von 1871 bis 1944
(jeweiliger Gebietsstand)
| Datum              | Einwohner |
| ------------------ | --------- |
| 1. Dezember 1871¹  | 74.146    |
| 1. Dezember 1875¹  | 79.606    |
| 1. Dezember 1880¹  | 85.551    |
| 1. Dezember 1885¹  | 95.321    |
| 31. Dezember 1888  | 100.490   |
| 1. Dezember 1890¹  | 103.470   |
| 2. Dezember 1895¹  | 110.551   |
| 31. Dezember 1898  | 115.650   |
| 31. Dezember 1899  | 133.440   |
| 1. Dezember 1900¹  | 135.245   |
| 31. Dezember 1901  | 137.650   |
| 31. Dezember 1902  | 140.135   |
| 31. Dezember 1903  | 142.456   |
| 31. Dezember 1904  | 142.280   |
| 1. Dezember 1905 ¹ | 144.095   |
| 31. Dezember 1906  | 152.873   |
| 31. Dezember 1907  | 153.708   |
| 31. Dezember 1908  | 154.543   |

| Datum             | Einwohner |
| ----------------- | --------- |
| 31. Dezember 1909 | 155.378   |
| 1. Dezember 1910¹ | 156.143   |
| 31. Dezember 1911 | 157.781   |
| 31. Dezember 1912 | 159.909   |
| 31. Dezember 1913 | 160.508   |
| 1. Dezember 1916¹ | 142.235   |
| 5. Dezember 1917¹ | 140.843   |
| 8. Oktober 1919¹  | 145.748   |
| 31. Dezember 1919 | 148.426   |
| 31. Dezember 1920 | 151.731   |
| 31. Dezember 1921 | 155.139   |
| 31. Dezember 1922 | 155.774   |
| 31. Dezember 1923 | 154.392   |
| 31. Dezember 1924 | 156.342   |
| 16. Juni 1925¹    | 155.222   |
| 31. Dezember 1925 | 156.210   |
| 31. Dezember 1926 | 156.247   |
| 31. Dezember 1927 | 156.484   |

| Datum              | Einwohner |
| ------------------ | --------- |
| 31. Dezember 1928  | 155.497   |
| 31. Dezember 1929  | 154.586   |
| 31. Dezember 1930  | 154.682   |
| 31. Dezember 1931  | 154.118   |
| 31. Dezember 1932  | 153.550   |
| 16. Juni 1933¹     | 162.774   |
| 31. Dezember 1933  | 163.693   |
| 31. Dezember 1934  | 164.185   |
| 31. Dezember 1935  | 164.174   |
| 31. Dezember 1936  | 164.036   |
| 31. Dezember 1937  | 163.426   |
| 31. Dezember 1938  | 162.600   |
| 17. Mai 1939¹      | 162.164   |
| 31. Dezember 1939  | 159.500   |
| 31. Dezember 1940  | 158.900   |
| 13. September 1944 | 6.000     |
| 21. Oktober 1944   | 11.139    |

¹ Volkszählungsergebnis
Quelle: Stadt Aachen

### Von 1945 bis 1989
(jeweiliger Gebietsstand)
| Datum               | Einwohner |
| ------------------- | --------- |
| 31. Dezember 1945   | 101.638   |
| 29. Oktober 1946¹   | 110.462   |
| 31. Dezember 1947   | 118.896   |
| 13. September 1950¹ | 130.278   |
| 31. Dezember 1951   | 137.534   |
| 31. Dezember 1952   | 140.556   |
| 31. Dezember 1953   | 143.560   |
| 25. September 1956¹ | 152.075   |
| 6. Juni 1961¹       | 169.769   |
| 31. Dezember 1961   | 171.598   |
| 31. Dezember 1962   | 174.121   |
| 31. Dezember 1963   | 174.828   |
| 31. Dezember 1964   | 176.258   |
| 31. Dezember 1965   | 177.940   |

| Datum             | Einwohner |
| ----------------- | --------- |
| 31. Dezember 1966 | 178.139   |
| 31. Dezember 1967 | 177.125   |
| 31. Dezember 1968 | 176.582   |
| 31. Dezember 1969 | 177.886   |
| 27. Mai 1970¹     | 173.475   |
| 31. Dezember 1970 | 175.593   |
| 31. Dezember 1971 | 176.626   |
| 31. Dezember 1972 | 238.570   |
| 31. Dezember 1973 | 241.362   |
| 31. Dezember 1974 | 242.416   |
| 31. Dezember 1975 | 242.453   |
| 31. Dezember 1976 | 242.701   |
| 31. Dezember 1977 | 243.282   |
| 31. Dezember 1978 | 242.725   |

| Datum             | Einwohner |
| ----------------- | --------- |
| 31. Dezember 1979 | 242.971   |
| 31. Dezember 1980 | 243.947   |
| 31. Dezember 1981 | 244.699   |
| 31. Dezember 1982 | 245.000   |
| 31. Dezember 1983 | 241.863   |
| 31. Dezember 1984 | 239.801   |
| 31. Dezember 1985 | 238.587   |
| 31. Dezember 1986 | 239.170   |
| 25. Mai 1987¹     | 229.740   |
| 31. Dezember 1987 | 230.886   |
| 31. Dezember 1988 | 233.255   |
| 31. Dezember 1989 | 236.987   |

¹ Volkszählungsergebnis
Quellen: Stadt Aachen (bis 1970), Landesamt für Datenverarbeitung und Statistik Nordrhein-Westfalen (ab 1971)

### Ab 1990
(jeweiliger Gebietsstand)
| Datum             | Einwohner |
| ----------------- | --------- |
| 31. Dezember 1990 | 241.861   |
| 31. Dezember 1991 | 244.442   |
| 31. Dezember 1992 | 245.627   |
| 31. Dezember 1993 | 246.671   |
| 31. Dezember 1994 | 247.113   |
| 31. Dezember 1995 | 247.923   |
| 31. Dezember 1996 | 247.792   |
| 31. Dezember 1997 | 245.969   |
| 31. Dezember 1998 | 244.429   |
| 31. Dezember 1999 | 243.825   |
| 31. Dezember 2000 | 244.386   |
| 31. Dezember 2001 | 245.778   |

| Datum             | Einwohner |
| ----------------- | --------- |
| 31. Dezember 2002 | 247.740   |
| 31. Dezember 2003 | 256.605   |
| 31. Dezember 2004 | 257.821   |
| 31. Dezember 2005 | 258.208   |
| 31. Dezember 2006 | 258.770   |
| 31. Dezember 2007 | 259.030   |
| 31. Dezember 2008 | 259.269   |
| 31. Dezember 2009 | 258.380   |
| 31. Dezember 2010 | 258.664   |
| 9. Mai 2011¹      | 236.420   |
| 31. Dezember 2012 | 240.086   |
| 31. Dezember 2013 | 241.683   |

| Datum             | Einwohner |
| ----------------- | --------- |
| 31. Dezember 2014 | 243.336   |
| 31. Dezember 2015 | 245.885   |
| 31. Dezember 2016 | 244.951   |
| 31. Dezember 2017 | 246.272   |
| 31. Dezember 2018 | 247.380   |
| 31. Dezember 2019 | 248.960   |
| 31. Dezember 2020 | 248.878   |
| 31. Dezember 2021 | 249.070   |
| 31. Dezember 2022 | 262.886   |
| 31. Dezember 2023 | 263.772   |
| 31. Dezember 2024 | 262.670   |

¹ Volkszählungsergebnis
Quelle: Landesamt für Datenverarbeitung und Statistik Nordrhein-Westfalen

## Bevölkerungsprognose
In der im Juli 2015 publizierten Studie zur Bevölkerungsprognose aus dem Datenportal „Wegweiser Kommune“ der Bertelsmann-Stiftung wurde die zahlenmäßige Entwicklung der Bevölkerung für Städte und Gemeinden ab 5000 Einwohner sowie aller Landkreise berechnet. Für Aachen wird vorausgesagt, dass die Bevölkerung bis 2030 um 3,6 % zurückgeht. Nach dieser aktuellen Prognose wird die Einwohnerzahl Aachens in den nächsten Jahren kontinuierlich sinken und 2030 nur noch 231.310 betragen.
Nach dieser Studie ist auch damit zu rechnen, dass sich z. B. der Bevölkerungsanteil der über 75-Jährigen von 2015 bis 2030 etwa verdoppeln wird (2015 jeder Zehnte, 2030 jeder Fünfte).

## Bevölkerungsstruktur
Die größten Gruppen der melderechtlich in Aachen registrierten Ausländer kamen am 31. Dezember 2015 aus der Türkei (6377), Polen (2095), China (2055), Syrien (1817), Griechenland (1630), Niederlande (1602), Rumänien (1508), Indien (1258), Italien (1186), Spanien (1167), Bulgarien (1040), Russland (1028), Kroatien (984), Belgien (964), Bosnien und Herzegowina (929) und Iran (907). Von der amtlichen Statistik als Ausländer nicht erfasst werden eingebürgerte Personen und als Deutsche in Deutschland geborene Kinder ausländischer Abstammung.
| Bevölkerung                 | Stand 31. Dezember 2015 |
| --------------------------- | ----------------------- |
| Wohnberechtigte Bevölkerung | 253.945                 |
| davon männlich              | 131.913                 |
| weiblich                    | 122.032                 |
| Deutsche                    | 211.138                 |
| davon männlich              | 108.562                 |
| weiblich                    | 102.947                 |
| Ausländer                   | 42.807                  |
| davon männlich              | 23.351                  |
| weiblich                    | 19.456                  |
| Ausländeranteil in Prozent  | 16,9                    |

## Altersstruktur
Die folgende Übersicht zeigt die Altersstruktur vom 31. Dezember 2015 (Wohnberechtigte Bevölkerung). Das Durchschnittsalter betrug zu diesem Zeitpunkt 40,63 Jahre.
| Alter        | Einwohnerzahl | Anteil in Prozent |
| ------------ | ------------- | ----------------- |
| 0–5          | 9.914         | 3,9               |
| 5–10         | 9.320         | 3,7               |
| 10–15        | 9.490         | 3,7               |
| 15–20        | 14.038        | 5,5               |
| 20–25        | 29.369        | 11,6              |
| 25–30        | 27.692        | 10,9              |
| 30–35        | 18.846        | 7,4               |
| 35–40        | 14.249        | 5,6               |
| 40–45        | 13.200        | 5,2               |
| 45–50        | 16.853        | 6,6               |
| 50–55        | 17.400        | 6,9               |
| 55–60        | 15.251        | 6,0               |
| 60–65        | 12.994        | 5,1               |
| 65–70        | 11.240        | 4,4               |
| 70–75        | 10.068        | 4,0               |
| 75–80        | 11.108        | 4,4               |
| 80–85        | 6.807         | 2,7               |
| 85–90        | 4.017         | 1,6               |
| 90–95        | 1.739         | 0,7               |
| 95–100       | 311           | 0,1               |
| 100 und mehr | 39            | 0,02              |
| Gesamt       | 253.945       | 100,0             |

| Altersstruktur der Einwohner der Stadt Aachen                                      | Altersstruktur der Einwohner der Stadt Aachen | Altersstruktur der Einwohner der Stadt Aachen | Altersstruktur der Einwohner der Stadt Aachen | Altersstruktur der Einwohner der Stadt Aachen |
| ---------------------------------------------------------------------------------- | --------------------------------------------- | --------------------------------------------- | --------------------------------------------- | --------------------------------------------- |
| Alter                                                                              |                                               |                                               | Einwohner                                     |                                               |
| 0–5                                                                                | 0–5                                           |                                               | 9.160                                         | 9.160                                         |
| 5–10                                                                               | 5–10                                          |                                               | 9.259                                         | 9.259                                         |
| 10–14                                                                              | 10–14                                         |                                               | 9.623                                         | 9.623                                         |
| 15–19                                                                              | 15–19                                         |                                               | 11.038                                        | 11.038                                        |
| 20–24                                                                              | 20–24                                         |                                               | 25.244                                        | 25.244                                        |
| 25–29                                                                              | 25–29                                         |                                               | 23.965                                        | 23.965                                        |
| 29–30                                                                              | 29–30                                         |                                               | 16.450                                        | 16.450                                        |
| 35–39                                                                              | 35–39                                         |                                               | 13.221                                        | 13.221                                        |
| 40–44                                                                              | 40–44                                         |                                               | 16.557                                        | 16.557                                        |
| 45–49                                                                              | 45–49                                         |                                               | 17.468                                        | 17.468                                        |
| 50–54                                                                              | 50–54                                         |                                               | 15.500                                        | 15.500                                        |
| 55–59                                                                              | 55–59                                         |                                               | 13.380                                        | 13.380                                        |
| 60–64                                                                              | 60–64                                         |                                               | 11.940                                        | 11.940                                        |
| 65–69                                                                              | 65–69                                         |                                               | 10.563                                        | 10.563                                        |
| 70–74                                                                              | 70–74                                         |                                               | 12.512                                        | 12.512                                        |
| 75–79                                                                              | 75–79                                         |                                               | 8.623                                         | 8.623                                         |
| 80–84                                                                              | 80–84                                         |                                               | 6.359                                         | 6.359                                         |
| 85–89                                                                              | 85–89                                         |                                               | 3.935                                         | 3.935                                         |
| über 90                                                                            | über 90                                       |                                               | 1.623                                         | 1.623                                         |
| Datenquelle: Zensus 2011, Information und Technik Nordrhein-Westfalen, 9. Mai 2011 |                                               |                                               |                                               |                                               |

## Stadtbezirke
Die Einwohnerzahlen beziehen sich auf den 31. Dezember 2022 (Wohnberechtigte Bevölkerung).
| Name                   | Fläche in km² | Einwohnerzahl | Einwohner pro km² |
| ---------------------- | ------------- | ------------- | ----------------- |
| Brand                  | 13,38         | 17.947        | 1.341             |
| Eilendorf              | 6,84          | 16.007        | 2.340             |
| Haaren                 | 8,80          | 12.714        | 1.445             |
| Kornelimünster/Walheim | 37,03         | 15.497        | 418               |
| Laurensberg            | 29,97         | 20.856        | 696               |
| Mitte                  | 51,63         | 170.246       | 3.297             |
| Richterich             | 13,18         | 8.773         | 666               |
| Aachen                 | ∑ 160,85      | ∑ 262.040     | ⌀ 1457            |